# Nardués Andurra
Nardués Andurra es un lugar español del municipio de Urraúl Bajo, perteneciente a la Comunidad Foral de Navarra.

## Toponimia
El nombre del lugar puede encontrarse referido con las grafías Nardués Andurra, Nardués-Andurra y Nardués cabe Arielz. En euskera se conoce como Nardoze Andurra.

## Historia
Hacia mediados del siglo XIX, el lugar, ya por entonces perteneciente a Urraúl Bajo, tenía contabilizada una población de 47 habitantes. Aparece descrito en el duodécimo volumen del Diccionario geográfico-estadístico-histórico de España y sus posesiones de Ultramar de Pascual Madoz con las siguientes palabras:

NARDUES ANDURRA ó CABE ARIELZ: l. del ayunt. y valle de Urraul Bajo, en la prov. y c. g. de Navarra, part. jud. de Aoiz (2 leg.), aud. terr. y dióc. de Pamplona (6 1/2): sit. al pie de una montaña; clima templado; le combaten los vientos N. y S. y se padecen inflamaciones y catarros: tiene 8 casas que forman una calle mal empedrada; no hay escuela, y los niños concurren á la de Artieda; la igl. parr. dedicada á San Martin, está servida por un abad de provision de los vec.; tiene cementerio al S., y una basílica en la rural de Arielz; los hab. se surten para sus usos domésticos de las aguas de una fuente contigua al l. El térm. se estiende 1 leg. de N. á S. y 1/2 de E. á O., y confina O. Ozcoidi; E. Arielz; S. Artieda, y O. Sansoain; comprendiendo dentro de su circunferencia y al N. una montaña que divide este valle del de Urraul Alto, poblado de arbustos; al NE. el desp. montuoso de Ubarroz, de propiedad particular; un pequeño soto, abundantes pastos, canteras de piedra. El terreno es secano, bural y productivo; le atraviesan dos pequeñas regatas formadas por las fuentes del térm., que van á confundirse con el r. Iriati. caminos: los locales en mediano estado. El correo se recibe de Lumbier. prod.: trigo, avena, patatas, cebada y vino; cria de ganado vacuno y lanar; caza de perdices y liebres. pobl.: 10 vec., 47 almas. riqueza con el valle. (V.).
(Madoz, 1849, p. 29)

En 2023, la entidad singular de población tenía empadronados 13 habitantes.

## Patrimonio

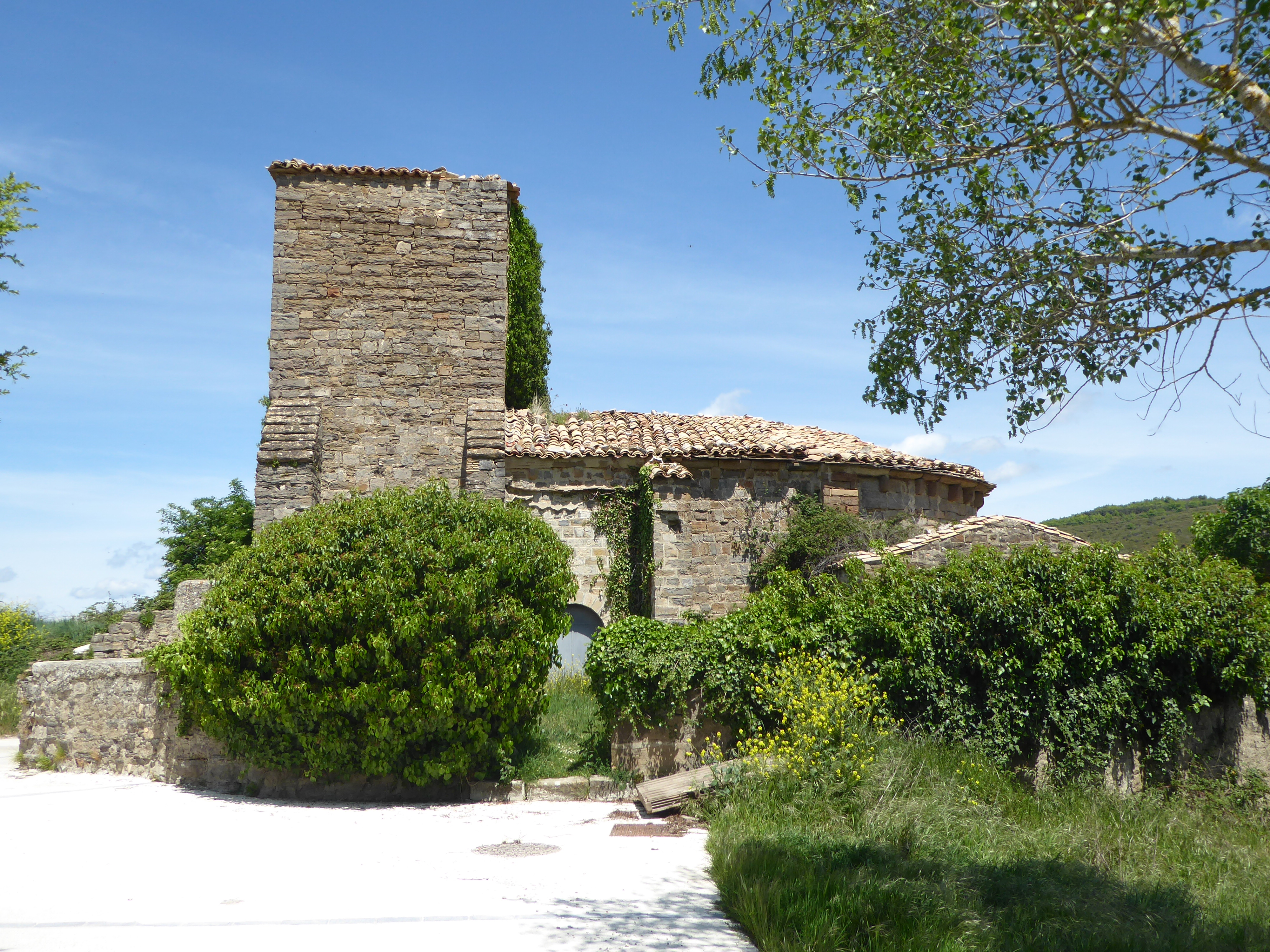
La iglesia de San Martín de Tours

Hay en el lugar una iglesia de San Martín de Tours.